# La Gloria (Villena)
La Gloria es una partida rural de Villena (Alicante, España), situada al norte de su término municipal, entre las pedanías de La Encina y La Zafra. Constituye el límite SO del Valle de los Alhorines en la Comunidad Valenciana, aunque éstos continúan unos kilómetros hasta alcanzar Caudete, ya en la provincia de Albacete. Su población censada en 2015 era de 0 habitantes (INE), aunque la población fluctúa con los años y es zona de segunda residencia. En sus cercanías se halla el Centro Penitenciario Alicante II.
Esta partida, que nunca estuvo densamente poblada, contó con la ermita de Nuestra Señora del Pilar. Sin embargo, al descender la población esta dejó de funcionar y los oficios pasaron a realizarse en La Zafra. En la actualidad la ermita, que tiene condición de Bien de Relevancia Local, está abandonada. Sin embargo, existe un acuerdo entre el Ayuntamiento de Villena y la empresa Enerstar S.A. que destinará el complejo Ermita-Casa Conejo a Centro de Difusión de Energías Renovables (CDER).

## Demografía
| Población | 2 | 7 | 2 | 0 | 0 | 2 | 2 | 0 | 0 | 0 |